# 瑞安·維加斯
瑞安·詹姆斯·維加斯（英語：Ryan James Viggars；2003年4月17日—）是一位威爾斯足球運動員。在場上的位置是前鋒。現效力於英甲球隊查尔顿。

## 球會生涯
2021年，維加斯從谢菲尔德联轉投到查尔顿。2022年8月26日，他被外借到尼德姆马基特至10月1日。之後在2023年3月24日，維加斯被外借到梅德斯通聯至球季結束。